# Општина Пиелешти (Долж)
Пиелешти (рум. Pieleşti) општина је у Румунији у округу Долж.
Oпштина се налази на надморској висини од 189 m.